# بخش سلطان‌آباد
بخش سلطان‌آباد یکی از بخش‌های شهرستان رامهرمز در استان خوزستان ایران است. مرکز این بخش، شهر سلطان‌آباد است.

## مردم
مردم این پخش بیشتر لر هستند از ایل بهمئی و بختیاری.

## تقسیم‌بندی کشوری
- بخش سلطان‌آباد
  - دهستان رستم‌آباد
  - دهستان سلطان‌آباد

شهر: سلطان‌آباد

## جمعیت
براساس سرشماری عمومی نفوس و مسکن در سال ۱۳۹۵، جمعیت بخش سلطان‌آباد برابر با ۸٬۰۱۴ نفر بوده‌است.